# Once Upon a Time - A Musical DVD Odissee
Once Upon a Time - A Musical DVD Odissee è l'unico DVD dei Rondò Veneziano pubblicato il 21 dicembre 2010 dalla Cleo Music AG di Galgenen. La produzione e la regia è di Chris Flynn.
Il logo del gruppo è di Erminia Munari ed Enzo Mombrini.

## Il disco
All'interno vi è un'intervista che riguarda la storia dei Rondò Veneziano, in italiano con sottotitoli in inglese ed in inglese, a Gian Piero Reverberi, un cortometraggio girato a Venezia con le musiche di sottofondo e un videoclip di Prime luci sulla laguna (1984).

## Tracce
1. Desirée (da Papagena)
2. Bettina (da Attimi di Magia, Magische Augenblicke)
3. Alba sul mare (da Papagena)
4. Colombina (da Rondò Veneziano)
5. Attimi di magia (da Attimi di Magia, Magische Augenblicke)
6. Pulcinella (da Scaramucce)
7. Carrousel (da Concerto)
8. Damsels (da Prestige)
9. Seduzione (da Concerto)
10. Mosaico (da Odissea Veneziana)
11. Risveglio (da 25 - Live in Concert)
12. Rondò veneziano (da Rondò Veneziano)
13. Il progetto: il viaggio (da Marco Polo)
14. Palazzo Fortuny (da Luna di miele, Honeymoon)
15. Perla del mare (da Concerto)
16. Sinfonia per un addio (da La Serenissima)
17. Isole	(da Rapsodia Veneziana)
18. Marco Polo (da Marco Polo)
19. La Serenissima (da La Serenissima)
20. Odissea veneziana (da Odissea Veneziana)
21. Addio a Venezia (da Attimi di Magia, Magische Augenblicke)
22. La Piazza (da La Piazza)
23. Prime luci sulla laguna (da Odissea Veneziana)
24. Gioco finale (da La Piazza)
25. Segreto (da Masquerade)